# Кубок мира по горнолыжному спорту 2010/2011

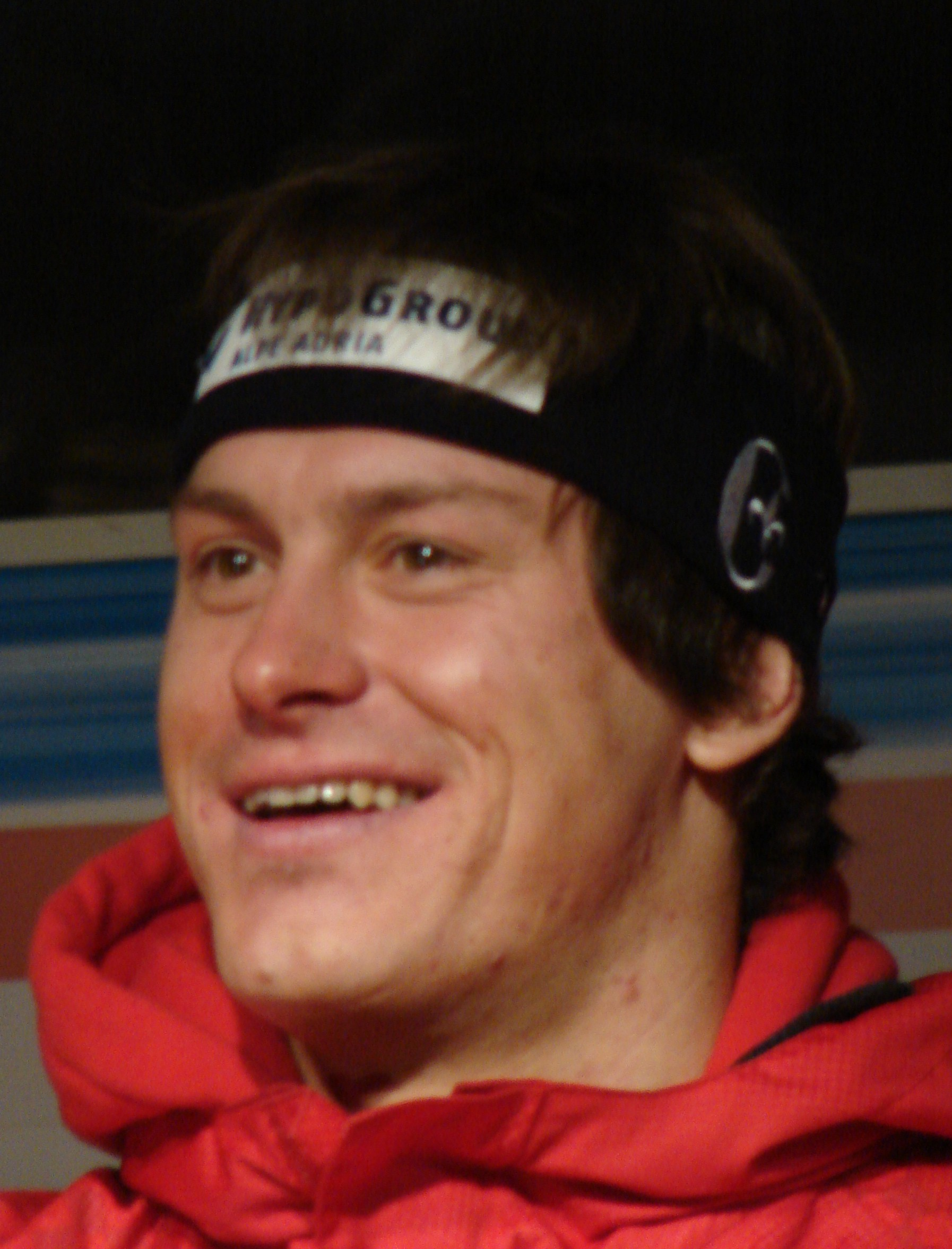
Хорват Ивица Костелич выиграл общий зачёт Кубка мира благодаря успешному выступлению в январе

Кубок мира по горнолыжному спорту сезона 2010/2011 годов — 45-й по счёту сезон Кубка мира, который начался 23 октября 2010 года в австрийском Зёльдене и завершился 20 марта 2011 года в швейцарском Ленцерхайде.
С 8 по 20 февраля 2011 года в розыгрыше Кубка мира была запланирована пауза для проведения чемпионата мира 2011 года в немецком Гармиш-Партенкирхене.

## Обзор сезона
Действующими обладателями Кубка мира в общем зачёте по итогам предыдущего сезона являлись швейцарец Карло Янка и американка Линдси Вонн.
В сезоне 2010/2011 у мужчин Кубок мира в общем зачёте впервые в карьере выиграл хорват Ивица Костелич, которому в январе удалось выдать впечатляющую серию побед: со 2 по 30 января из 14 стартов Костелич выиграл 7 и ещё дважды был вторым. После этой серии судьба «Хрустального глобуса» за победу в общём зачёте фактически была решена, хотя после январских успехов Ивица ни разу не поднимался на призовой подиум на этапах Кубка мира. Кроме общего зачёта Костелич выиграл также зачёты слалома и комбинации. Выиграв общий зачёт Кубка мира, Ивица повторил достижение своей знаменитой младшей сестры Яницы Костелич, которая трижды выигрывала общий зачёт Кубка мира. Впервые в карьере занявший второе место в общем зачёте опытный швейцарец Дидье Кюш (до этого он трижды был третьим) выиграл также зачёты скоростного спуска (4-й раз в карьере) и супергиганта (впервые). Американец Тед Лигети третий раз за последние 4 сезона выиграл зачёт гигантского слалома.
У женщин борьба за победу в общем зачёте была гораздо напряжённее. С самого начала сезона лидерство захватили немка Мария Риш и американка Линдси Вонн, которая выиграла три последних Кубка мира подряд. Бо́льшую часть сезона Риш шла немного впереди американки, но после скоростного спуска 16 марта на финальном этапе Кубка мира в Ленцерхайде вперёд вырвалась Вонн (4-е место в скоростном спуске против 17-го у Риш). По программе оставалось всего 3 старта — супергигант, гигантский слалом и слалом. В супергиганте сильнее на протяжении сезона выглядела Вонн, в слаломе — Риш, а в гигантском слаломе обе выступали не очень успешно. В итоге в связи с тёплой погодой в Ленцерхайде был проведён только слалом, а два остальные старта отменены. В слаломе 18 марта Мария Риш заняла 4-е место, лишь на 0,02 сек отстав от третьего места, Вонн же выступила неудачно, показав в итоге лишь 13-е время. По результатам этого последнего старта Риш обошла Вонн на 3 очка (1728 против 1725) и впервые в карьере выиграла общий зачёт Кубка мира. Риш стала третьей немкой после Рози Миттермайер (1975/76) и Кати Зайцингер (1995/96 и 1997/98), выигравшей общий зачёт Кубка мира. Вонн довольствовалась 3 малыми «Хрустальными глобусами» в зачёте скоростного спуска, супергиганта и комбинации (Риш же не выиграла ни одного зачёта отдельных дисциплин). В зачёте слалома уверенно победила австрийка Марлис Шильд, одержавшая 6 побед на этапах в этой дисциплине, а в гигантском слаломе лучшей была немка Виктория Ребенсбург.
Общий зачёт Кубка наций в 22-й раз подряд выиграли австрийцы. Они же первенствовали в зачёте среди мужчин (19-й раз подряд) и среди женщин (13-й раз подряд). При этом ни один австриец или австрийка не попали в тройку лучших по итогам общего зачёта Кубка, а единственную победу в зачёте отдельной дисциплины принесла Марлис Шильд в слаломе. В общем зачёте швейцарцы 5-й раз подряд заняли второе место, а итальянцы 4-й раз подряд — третье.

## Общий зачёт
| №  | Горнолыжник          | Очки |
| -- | -------------------- | ---- |
| 1  | Ивица Костелич       | 1356 |
| 2  | Дидье Кюш            | 956  |
| 3  | Карло Янка           | 793  |
| 4  | Аксель Лунд Свиндаль | 789  |
| 5  | Михаэль Вальххофер   | 727  |
| 6  | Сильван Цурбригген   | 723  |
| 7  | Ромед Бауман         | 703  |
| 8  | Кристоф Иннерхофер   | 644  |
| 9  | Тед Лигети           | 310  |
| 10 | Клаус Крёлль         | 579  |
| 11 | Бенджамин Райх       | 547  |
| 12 | Адриен Тео           | 512  |
| 13 | Хьетиль Янсруд       | 495  |
| 14 | Боде Миллер          | 471  |
| 15 | Марсель Хиршер       | 469  |
| 16 | Жан-Батист Гранж     | 454  |
| 17 | Феликс Нойройтер     | 440  |
| 18 | Андре Мюрер          | 423  |
| 19 | Манфред Мёльгг       | 419  |
| 20 | Марио Матт           | 407  |

| №  | Горнолыжница           | Очки |
| -- | ---------------------- | ---- |
| 1  | Мария Риш              | 1728 |
| 2  | Линдси Вонн            | 1725 |
| 3  | Тина Мазе              | 1139 |
| 4  | Элизабет Гёргль        | 992  |
| 5  | Джулия Манкусо         | 976  |
| 6  | Марлис Шильд           | 756  |
| 7  | Таня Поутиайнен        | 751  |
| 8  | Аня Персон             | 656  |
|    | Виктория Ребенсбург    | 656  |
| 10 | Лара Гут               | 589  |
| 11 | Мария Пиетиля Хольмнер | 565  |
| 12 | Анна Феннингер         | 555  |
| 13 | Катрин Цеттель         | 499  |
| 14 | Андреа Фишбахер        | 483  |
| 15 | Николь Хосп            | 454  |
| 16 | Тесса Ворле            | 453  |
| 17 | Доминика Гизин         | 434  |
| 18 | Фабьенн Сутер          | 384  |
| 19 | Вероника Зузулова      | 370  |
| 20 | Даниела Меригетти      | 327  |

## Результаты этапов

### Легенда
- П — параллельный слалом

В скобках после имени победителя указано, который по счёту этап Кубка мира за карьеру был выигран

### Мужчины
| Дата          | Место                   | Вид                                        | Победитель                                                                   | Второе место                                                                 | Третье место                                                                 | Прим.                                                                        |
| ------------- | ----------------------- | ------------------------------------------ | ---------------------------------------------------------------------------- | ---------------------------------------------------------------------------- | ---------------------------------------------------------------------------- | ---------------------------------------------------------------------------- |
| 24 окт 2010   | Зёльден, Австрия        | Г                                          | Гонка отменена после первой попытки из-за тумана                             | Гонка отменена после первой попытки из-за тумана                             | Гонка отменена после первой попытки из-за тумана                             | Гонка отменена после первой попытки из-за тумана                             |
| 14 ноя 2010   | Леви, Финляндия         | Сл                                         | Жан-Батист Гранж (7)                                                         | Андре Мюрер                                                                  | Ивица Костелич                                                               |                                                                              |
| 27 ноя 2010   | Лейк Луиз, Канада       | СС                                         | Михаэль Вальххофер (16)                                                      | Марио Шайбер Аксель Лунд Свиндаль                                            | —                                                                            |                                                                              |
| 28 ноя 2010   | Лейк Луиз, Канада       | СГ                                         | Тобиас Грюненфельдер (1)                                                     | Карло Янка                                                                   | Ромед Бауман                                                                 |                                                                              |
| 3 дек 2010    | Бивер-Крик, США         | СС                                         | Гонка отменена из-за сильных ветров, перенесена на 11 марта в Квитфьелль     | Гонка отменена из-за сильных ветров, перенесена на 11 марта в Квитфьелль     | Гонка отменена из-за сильных ветров, перенесена на 11 марта в Квитфьелль     | Гонка отменена из-за сильных ветров, перенесена на 11 марта в Квитфьелль     |
| 4 дек 2010    | Бивер-Крик, США         | СГ                                         | Георг Штрайтбергер (2)                                                       | Адриен Тео                                                                   | Дидье Кюш                                                                    |                                                                              |
| 5 дек 2010    | Бивер-Крик, США         | Г                                          | Тед Лигети (6)                                                               | Хьетиль Янсруд                                                               | Марсель Хиршер                                                               |                                                                              |
| 11 дек 2010   | Валь-д’Изер, Франция    | Г                                          | Тед Лигети (7)                                                               | Аксель Лунд Свиндаль                                                         | Массимилиано Блардоне                                                        |                                                                              |
| 12 дек 2010   | Валь-д’Изер, Франция    | Сл                                         | Марсель Хиршер (3)                                                           | Бенджамин Райх                                                               | Стив Миссилье                                                                |                                                                              |
| 17 дек 2010   | Валь-Гардена, Италия    | СГ                                         | Михаэль Вальххофер (17)                                                      | Штефан Кепплер                                                               | Эрик Гэй                                                                     |                                                                              |
| 18 дек 2010   | Валь-Гардена, Италия    | СС                                         | Сильван Цурбригген (2)                                                       | Ромед Бауман                                                                 | Дидье Кюш                                                                    |                                                                              |
| 19 дек 2010   | Альта-Бадья, Италия     | Г                                          | Тед Лигети (8)                                                               | Сиприен Ришар                                                                | Тома Фанара                                                                  |                                                                              |
| 29 дек 2010   | Бормио, Италия          | СС                                         | Михаэль Вальххофер (18)                                                      | Сильван Цурбригген                                                           | Кристоф Иннерхофер                                                           |                                                                              |
| 2 янв 2011    | Мюнхен, Германия        | П                                          | Ивица Костелич (12)                                                          | Жюльен Лизеру                                                                | Боде Миллер                                                                  |                                                                              |
| 6 янв 2011    | Загреб, Хорватия        | Сл                                         | Андре Мюрер (2)                                                              | Ивица Костелич                                                               | Маттиас Харгин                                                               |                                                                              |
| 8 янв 2011    | Адельбоден, Швейцария   | Г                                          | Сиприен Ришар (1) Аксель Лунд Свиндаль (14)                                  | —                                                                            | Тома Фанара                                                                  |                                                                              |
| 9 янв 2011    | Адельбоден, Швейцария   | Сл                                         | Ивица Костелич (13)                                                          | Марсель Хиршер                                                               | Райнфрид Хербст                                                              |                                                                              |
| 14 янв 2011   | Венген, Швейцария       | СК                                         | Ивица Костелич (14)                                                          | Карло Янка                                                                   | Аксель Лунд Свиндаль                                                         |                                                                              |
| 15 янв 2011   | Венген, Швейцария       | СС                                         | Клаус Крёлль (3)                                                             | Дидье Кюш                                                                    | Карло Янка                                                                   |                                                                              |
| 16 янв 2011   | Венген, Швейцария       | Сл                                         | Ивица Костелич (15)                                                          | Марсель Хиршер                                                               | Жан-Батист Гранж                                                             |                                                                              |
| 21 янв 2011   | Кицбюэль, Австрия       | СГ                                         | Ивица Костелич (16)                                                          | Георг Штрайтбергер                                                           | Аксель Лунд Свиндаль                                                         |                                                                              |
| 22 янв 2011   | Кицбюэль, Австрия       | СС                                         | Дидье Кюш (15)                                                               | Боде Миллер                                                                  | Адриен Тео                                                                   |                                                                              |
| 23 янв 2011   | Кицбюэль, Австрия       | Сл                                         | Жан-Батист Гранж (8)                                                         | Ивица Костелич                                                               | Джулиано Раццоли                                                             |                                                                              |
| 23 янв 2011   | Кицбюэль, Австрия       | К                                          | Ивица Костелич (17)                                                          | Сильван Цурбригген                                                           | Ромед Бауман                                                                 |                                                                              |
| 25 янв 2011   | Шладминг, Австрия       | Сл                                         | Жан-Батист Гранж (9)                                                         | Андре Мюрер                                                                  | Маттиас Харгин                                                               |                                                                              |
| 29 янв 2011   | Шамони, Франция         | СС                                         | Дидье Кюш (16)                                                               | Доминик Парис                                                                | Клаус Крёлль                                                                 |                                                                              |
| 30 янв 2011   | Шамони, Франция         | СК                                         | Ивица Костелич (18)                                                          | Натко Зрнчич-Дим                                                             | Аксель Лунд Свиндаль                                                         |                                                                              |
| 5 фев 2011    | Хинтерштодер, Австрия   | СГ                                         | Ханнес Райхельт (5)                                                          | Бенджамин Райх                                                               | Боде Миллер                                                                  |                                                                              |
| 6 фев 2011    | Хинтерштодер, Австрия   | Г                                          | Филипп Шёргхофер (1)                                                         | Хьетиль Янсруд                                                               | Карло Янка                                                                   |                                                                              |
| 8—20 фев 2011 | Гармиш, Германия        | Чемпионат мира по горнолыжному спорту 2011 | Чемпионат мира по горнолыжному спорту 2011                                   | Чемпионат мира по горнолыжному спорту 2011                                   | Чемпионат мира по горнолыжному спорту 2011                                   | Чемпионат мира по горнолыжному спорту 2011                                   |
| 26 фев 2011   | Банско, Болгария        | СК                                         | Кристоф Иннерхофер (2)                                                       | Феликс Нойройтер                                                             | Тома Мермийо-Блонден                                                         |                                                                              |
| 27 фев 2011   | Банско, Болгария        | Сл                                         | Марио Матт (13)                                                              | Райнфрид Хербст                                                              | Жан-Батист Гранж                                                             |                                                                              |
| 5 мар 2011    | Краньска-Гора, Словения | Г                                          | Карло Янка (9)                                                               | Алексис Пентюро                                                              | Тед Лигети                                                                   |                                                                              |
| 6 мар 2011    | Краньска-Гора, Словения | Сл                                         | Марио Матт (14)                                                              | Нолан Каспер Аксель Бек                                                      | —                                                                            |                                                                              |
| 11 мар 2011   | Квитфьелль, Норвегия    | СС                                         | Беат Фойц (1)                                                                | Эрик Гэй                                                                     | Михаэль Вальххофер                                                           |                                                                              |
| 12 мар 2011   | Квитфьелль, Норвегия    | СС                                         | Михаэль Вальххофер (19)                                                      | Клаус Крёлль                                                                 | Беат Фойц                                                                    |                                                                              |
| 13 мар 2011   | Квитфьелль, Норвегия    | СГ                                         | Дидье Кюш (17)                                                               | Клаус Крёлль                                                                 | Йоахим Пухнер                                                                |                                                                              |
| 16 мар 2011   | Ленцерхайде, Швейцария  | СС                                         | Адриен Тео (1)                                                               | Йоахим Пухнер                                                                | Аксель Лунд Свиндаль                                                         |                                                                              |
| 17 мар 2011   | Ленцерхайде, Швейцария  | СГ                                         | Старт отменён из-за дождя, переноса на другую дату не было                   | Старт отменён из-за дождя, переноса на другую дату не было                   | Старт отменён из-за дождя, переноса на другую дату не было                   | Старт отменён из-за дождя, переноса на другую дату не было                   |
| 18 мар 2011   | Ленцерхайде, Швейцария  | Г                                          | Старт отменён из-за плохих погодных условий, переноса на другую дату не было | Старт отменён из-за плохих погодных условий, переноса на другую дату не было | Старт отменён из-за плохих погодных условий, переноса на другую дату не было | Старт отменён из-за плохих погодных условий, переноса на другую дату не было |
| 19 мар 2011   | Ленцерхайде, Швейцария  | Сл                                         | Джулиано Раццоли (2)                                                         | Марио Матт                                                                   | Феликс Нойройтер                                                             |                                                                              |

### Женщины
| Дата          | Место                     | Вид                                        | Победительница                                                                                      | Второе место                                                                                        | Третье место                                                                                        | Прим.                                                                                               |
| ------------- | ------------------------- | ------------------------------------------ | --------------------------------------------------------------------------------------------------- | --------------------------------------------------------------------------------------------------- | --------------------------------------------------------------------------------------------------- | --------------------------------------------------------------------------------------------------- |
| 23 окт 2010   | Зёльден, Австрия          | Г                                          | Виктория Ребенсбург (1)                                                                             | Катрин Хёльцль                                                                                      | Мануэла Мёльгг                                                                                      | |
| 13 ноя 2010   | Леви, Финляндия           | Сл                                         | Марлис Шильд (24)                                                                                   | Мария Риш                                                                                           | Таня Поутиайнен                                                                                     | |
| 27 ноя 2010   | Аспен, США                | Г                                          | Тесса Ворле (3)                                                                                     | Виктория Ребенсбург                                                                                 | Катрин Хёльцль                                                                                      | |
| 28 ноя 2010   | Аспен, США                | Сл                                         | Мария Пиетиля Хольмнер (1)                                                                          | Мария Риш                                                                                           | Таня Поутиайнен                                                                                     | |
| 3 дек 2010    | Лейк Луиз, Канада         | СС                                         | Мария Риш (15)                                                                                      | Линдси Вонн                                                                                         | Элизабет Гёргль                                                                                     | |
| 4 дек 2010    | Лейк Луиз, Канада         | СС                                         | Мария Риш (16)                                                                                      | Линдси Вонн                                                                                         | Доминика Гизин                                                                                      | |
| 5 дек 2010    | Лейк Луиз, Канада         | СГ                                         | Линдси Вонн (34)                                                                                    | Мария Риш                                                                                           | Джулия Манкусо                                                                                      | |
| 11 дек 2010   | Санкт-Мориц, Швейцария    | СГ                                         | Гонка отменена по ходу 1-й попытки из-за сильных ветров и перенесена на 17 декабря в Валь-д'Изер    | Гонка отменена по ходу 1-й попытки из-за сильных ветров и перенесена на 17 декабря в Валь-д'Изер    | Гонка отменена по ходу 1-й попытки из-за сильных ветров и перенесена на 17 декабря в Валь-д'Изер    | Гонка отменена по ходу 1-й попытки из-за сильных ветров и перенесена на 17 декабря в Валь-д'Изер    |
| 12 дек 2010   | Санкт-Мориц, Швейцария    | Г                                          | Тесса Ворле (4)                                                                                     | Таня Поутиайнен                                                                                     | Тина Мазе                                                                                           | |
| 17 дек 2010   | Валь-д'Изер, Франция      | СГ                                         | Гонка отменена из-за сильного снегопада и перенесена на 21 января в Кортину-д'Ампеццо               | Гонка отменена из-за сильного снегопада и перенесена на 21 января в Кортину-д'Ампеццо               | Гонка отменена из-за сильного снегопада и перенесена на 21 января в Кортину-д'Ампеццо               | Гонка отменена из-за сильного снегопада и перенесена на 21 января в Кортину-д'Ампеццо               |
| 18 дек 2010   | Валь-д'Изер, Франция      | СС                                         | Линдси Вонн (35)                                                                                    | Надя Камер                                                                                          | Лара Гут                                                                                            | |
| 19 дек 2010   | Валь-д'Изер, Франция      | К                                          | Линдси Вонн (36)                                                                                    | Элизабет Гёргль                                                                                     | Николь Хосп                                                                                         | |
| 21 дек 2010   | Куршевель, Франция        | Сл                                         | Марлис Шильд (25)                                                                                   | Таня Поутиайнен                                                                                     | Тина Мазе                                                                                           | |
| 28 дек 2010   | Земмеринг, Австрия        | Г                                          | Тесса Ворле (5)                                                                                     | Мария Риш                                                                                           | Катрин Хёльцль                                                                                      | |
| 29 дек 2010   | Земмеринг, Австрия        | Сл                                         | Марлис Шильд (26)                                                                                   | Мария Риш                                                                                           | Кристина Гайгер                                                                                     | |
| 2 янв 2011    | Мюнхен, Германия          | П                                          | Мария Пиетиля Хольмнер (2)                                                                          | Тина Мазе                                                                                           | Элизабет Гёргль                                                                                     | |
| 4 янв 2011    | Загреб, Хорватия          | Сл                                         | Марлис Шильд (27)                                                                                   | Мария Риш                                                                                           | Мануэла Мёльгг                                                                                      | |
| 8 янв 2011    | Цаухензее, Австрия        | СС                                         | Линдси Вонн (37)                                                                                    | Аня Персон                                                                                          | Анна Феннингер                                                                                      | |
| 9 янв 2011    | Цаухензее, Австрия        | СГ                                         | Лара Гут (2)                                                                                        | Линдси Вонн                                                                                         | Доминика Гизин                                                                                      | |
| 11 янв 2011   | Флахау, Австрия           | Сл                                         | Мария Риш (17) Таня Поутиайнен (11)                                                                 | —                                                                                                   | Настасья Ноэн                                                                                       | |
| 15 янв 2011   | Марибор, Словения         | Г                                          | Гонка отменена по ходу первой попытки из-за тёплой погоды                                           | Гонка отменена по ходу первой попытки из-за тёплой погоды                                           | Гонка отменена по ходу первой попытки из-за тёплой погоды                                           | Гонка отменена по ходу первой попытки из-за тёплой погоды                                           |
| 16 янв 2011   | Марибор, Словения         | Сл                                         | Гонка отменена из-за тёплой погоды                                                                  | Гонка отменена из-за тёплой погоды                                                                  | Гонка отменена из-за тёплой погоды                                                                  | Гонка отменена из-за тёплой погоды                                                                  |
| 21 янв 2011   | Кортина-д’Ампеццо, Италия | СГ                                         | Линдси Вонн (38)                                                                                    | Аня Персон                                                                                          | Анна Феннингер                                                                                      | |
| 22 янв 2011   | Кортина-д’Ампеццо, Италия | СС                                         | Мария Риш (18)                                                                                      | Джулия Манкусо                                                                                      | Линдси Вонн                                                                                         | |
| 23 янв 2011   | Кортина-д’Ампеццо, Италия | СГ                                         | Линдси Вонн (39)                                                                                    | Мария Риш                                                                                           | Лара Гут                                                                                            | |
| 29 янв 2011   | Сестриере, Италия         | СС                                         | Гонка отменена из-за тумана и перенесена на 30 января, а затем из-за сильного снега вообще отменена | Гонка отменена из-за тумана и перенесена на 30 января, а затем из-за сильного снега вообще отменена | Гонка отменена из-за тумана и перенесена на 30 января, а затем из-за сильного снега вообще отменена | Гонка отменена из-за тумана и перенесена на 30 января, а затем из-за сильного снега вообще отменена |
| 30 янв 2011   | Сестриере, Италия         | СК                                         | Гонка отменена из-за сильного снегопада, перенесена на 4 марта в Тарвизио                           | Гонка отменена из-за сильного снегопада, перенесена на 4 марта в Тарвизио                           | Гонка отменена из-за сильного снегопада, перенесена на 4 марта в Тарвизио                           | Гонка отменена из-за сильного снегопада, перенесена на 4 марта в Тарвизио                           |
| 4 фев 2011    | Цвизель, Германия         | Сл                                         | Марлис Шильд (28)                                                                                   | Вероника Зузулова                                                                                   | Таня Поутиайнен                                                                                     | |
| 6 фев 2011    | Цвизель, Германия         | Г                                          | Виктория Ребенсбург (2)                                                                             | Федерика Бриньоне                                                                                   | Катрин Цеттель                                                                                      | |
| 8—20 фев 2011 | Гармиш, Германия          | Чемпионат мира по горнолыжному спорту 2011 | Чемпионат мира по горнолыжному спорту 2011                                                          | Чемпионат мира по горнолыжному спорту 2011                                                          | Чемпионат мира по горнолыжному спорту 2011                                                          | Чемпионат мира по горнолыжному спорту 2011                                                          |
| 25 фев 2011   | Оре, Швеция               | СК                                         | Мария Риш (19)                                                                                      | Тина Мазе                                                                                           | Элизабет Гёргль                                                                                     | |
| 26 фев 2011   | Оре, Швеция               | СС                                         | Линдси Вонн (40)                                                                                    | Тина Мазе                                                                                           | Мария Риш                                                                                           | |
| 27 фев 2011   | Оре, Швеция               | СГ                                         | Мария Риш (20)                                                                                      | Линдси Вонн                                                                                         | Джулия Манкусо                                                                                      | |
| 4 мар 2011    | Тарвизио, Италия          | СК                                         | Тина Мазе (10)                                                                                      | Линдси Вонн                                                                                         | Мария Риш                                                                                           | |
| 5 мар 2011    | Тарвизио, Италия          | СС                                         | Аня Персон (42)                                                                                     | Линдси Вонн                                                                                         | Элизабет Гёргль                                                                                     | |
| 6 мар 2011    | Тарвизио, Италия          | СГ                                         | Линдси Вонн (41)                                                                                    | Джулия Манкусо                                                                                      | Мария Риш                                                                                           | |
| 11 мар 2011   | Шпиндлерув-Млин, Чехия    | Г                                          | Виктория Ребенсбург (3)                                                                             | Дениз Карбон                                                                                        | Линдси Вонн                                                                                         | |
| 12 мар 2011   | Шпиндлерув-Млин, Чехия    | Сл                                         | Марлис Шильд (29)                                                                                   | Катрин Цеттель                                                                                      | Тина Мазе                                                                                           | |
| 16 мар 2011   | Ленцерхайде, Швейцария    | СС                                         | Джулия Манкусо (5)                                                                                  | Лара Гут                                                                                            | Элизабет Гёргль                                                                                     | |
| 17 мар 2011   | Ленцерхайде, Швейцария    | СГ                                         | Старт отменён из-за дождя, переноса на другую дату не было                                          | Старт отменён из-за дождя, переноса на другую дату не было                                          | Старт отменён из-за дождя, переноса на другую дату не было                                          | Старт отменён из-за дождя, переноса на другую дату не было                                          |
| 18 мар 2011   | Ленцерхайде, Швейцария    | Сл                                         | Тина Мазе (11)                                                                                      | Марлис Шильд                                                                                        | Вероника Зузулова                                                                                   | |
| 19 мар 2011   | Ленцерхайде, Швейцария    | Г                                          | Старт отменён из-за плохих погодных условий, переноса на другую дату не было                        | Старт отменён из-за плохих погодных условий, переноса на другую дату не было                        | Старт отменён из-за плохих погодных условий, переноса на другую дату не было                        | Старт отменён из-за плохих погодных условий, переноса на другую дату не было                        |

### Команды
| Дата        | Место                  | Победитель                                                                                                 | Второе место | Третье место | Прим. |
| ----------- | ---------------------- | --- | --- | --- | ----- |
| 20 мар 2011 | Ленцерхайде, Швейцария | Германия · Виктория Ребенсбург · Мария Риш · Зузанне Риш · Фриц Допфер · Штефан Кепплер · Феликс Нойройтер | Италия · Федерика Бриньоне · Джулия Джанезини · Дениз Карбон · Кристиан Девилле · Манфред Мёльгг · Джулиано Раццоли | Австрия · Анна Феннингер · Элизабет Гёргль · Михаэла Кирхгассер · Ромед Бауман · Ханнес Райхельт · Филипп Шёргхофер |       |

## Зачёт отдельных дисциплин

### Мужчины
| № | Горнолыжник        | Очки |
| - | ------------------ | ---- |
| 1 | Дидье Кюш          | 510  |
| 2 | Михаэль Вальххофер | 498  |
| 3 | Клаус Крёлль       | 411  |
| 4 | Сильван Цурбригген | 305  |
| 5 | Ромед Бауман       | 269  |

| № | Горнолыжник        | Очки |
| - | ------------------ | ---- |
| 1 | Дидье Кюш          | 291  |
| 2 | Георг Штрайтбергер | 227  |
| 3 | Ивица Костелич     | 223  |
| 4 | Михаэль Вальххофер | 214  |
| 5 | Ханнес Райхельт    | 207  |

| № | Горнолыжник          | Очки |
| - | -------------------- | ---- |
| 1 | Тед Лигети           | 383  |
| 2 | Аксель Лунд Свиндаль | 306  |
| 3 | Сиприен Ришар        | 303  |
| 4 | Хьетиль Янсруд       | 240  |
| 5 | Карло Янка           | 235  |

| № | Горнолыжник      | Очки |
| - | ---------------- | ---- |
| 1 | Ивица Костелич   | 478  |
| 2 | Жан-Батист Гранж | 442  |
| 3 | Андре Мюрер      | 423  |
| 4 | Марио Матт       | 407  |
| 5 | Марсель Хиршер   | 326  |

| № | Горнолыжник          | Очки |
| - | -------------------- | ---- |
| 1 | Ивица Костелич       | 345  |
| 2 | Кристоф Иннерхофер   | 219  |
| 3 | Хьетиль Янсруд       | 145  |
| 4 | Сильван Цурбригген   | 143  |
| 5 | Аксель Лунд Свиндаль | 120  |

### Женщины
| № | Горнолыжница    | Очки |
| - | --------------- | ---- |
| 1 | Линдси Вонн     | 650  |
| 2 | Мария Риш       | 457  |
| 3 | Джулия Манкусо  | 367  |
| 4 | Элизабет Гёргль | 333  |
| 5 | Аня Персон      | 295  |

| № | Горнолыжница   | Очки |
| - | -------------- | ---- |
| 1 | Линдси Вонн    | 560  |
| 2 | Мария Риш      | 389  |
| 3 | Джулия Манкусо | 315  |
| 4 | Лара Гут       | 272  |
| 5 | Аня Персон     | 182  |

| № | Горнолыжница        | Очки |
| - | ------------------- | ---- |
| 1 | Виктория Ребенсбург | 435  |
| 2 | Тесса Ворле         | 358  |
| 3 | Таня Поутиайнен     | 240  |
| 4 | Элизабет Гёргль     | 236  |
| 5 | Федерика Бриньоне   | 212  |

| № | Горнолыжница           | Очки |
| - | ---------------------- | ---- |
| 1 | Марлис Шильд           | 680  |
| 2 | Таня Поутиайнен        | 511  |
| 3 | Мария Риш              | 470  |
| 4 | Мария Пиетиля Хольмнер | 382  |
| 5 | Вероника Зузулова      | 362  |

| № | Горнолыжница    | Очки |
| - | --------------- | ---- |
| 1 | Линдси Вонн     | 220  |
| 2 | Тина Мазе       | 212  |
| 3 | Мария Риш       | 205  |
| 4 | Элизабет Гёргль | 185  |
| 5 | Николь Хосп     | 112  |

### Кубок наций
| № | Страна    | Очки  |
| - | --------- | ----- |
| 1 | Австрия   | 10404 |
| 2 | Швейцария | 6376  |
| 3 | Италия    | 5168  |
| 4 | Франция   | 4999  |
| 5 | США       | 4931  |

| № | Страна    | Очки |
| - | --------- | ---- |
| 1 | Австрия   | 5684 |
| 2 | Швейцария | 4164 |
| 3 | Италия    | 3036 |
| 4 | Франция   | 3006 |
| 5 | Швеция    | 1648 |

| № | Страна    | Очки |
| - | --------- | ---- |
| 1 | Австрия   | 4720 |
| 2 | Германия  | 3480 |
| 3 | США       | 3436 |
| 4 | Швейцария | 2212 |
| 5 | Италия    | 2132 |